# Puedes contar conmigo (película de 2000)
Puedes contar conmigo es una película dramática estadounidense de 2000 escrita y dirigida por Kenneth Lonergan en su debut como director. Protagonizada por Laura Linney, Mark Ruffalo, Rory Culkin y Matthew Broderick, el largometraje sigue a una madre soltera que vive en un pequeño pueblo de las montañas Catskill y sus complicadas relaciones con familiares y amigos.
Puedes contar conmigo se estrenó en el Festival de Cine de Sundance el 21 de enero de 2000, donde empató con Girlfight en el Gran Premio del Jurado, y Lonergan ganó el premio Waldo Salt al guion. Se estrenó en cines el 22 de diciembre de 2000 con gran éxito, con especial elogio por la actuación de Linney.  En la 73ª edición de los Premios Óscar, Linney fue nominada a mejor actriz y Lonergan fue nominado por el mejor guion original.

## Trama
Cuando eran niños, Sammy y Terry Prescott perdieron a sus padres en un accidente automovilístico. Años más tarde, Sammy, madre soltera y responsable de préstamos en un banco, todavía vive en la casa de su infancia en un pueblo de la región de las montañas Catskill de Nueva York, mientras que Terry vaga por todo el país, arreglándoselas, metiéndose y saliendo de problemas. 
Después de meses sin comunicación con su hermana, Terry y su novia, Sheila, están desesperados por conseguir dinero, por lo que van a visitar a Sammy y su hijo, Rudy, quienes están entusiasmados por reunirse con él. A pesar de la decepción al enterarse de que cortó el contacto porque estuvo en prisión durante tres meses, Sammy le presta el dinero, que le envía por correo a Sheila. Después de que Sheila intenta suicidarse, él decide extender su estadía con Sammy, lo cual ella agradece.
Para una tarea de escritura escolar, Rudy imagina a su padre, de quien no recuerda, como un héroe fantástico. Si bien Sammy siempre le ha dado descripciones vagas pero negativas de Rudy Sr., Terry es franco con él en cuanto a que Rudy Sr. no es una buena persona, aunque Rudy cree ingenuamente que su padre ha cambiado. Sammy reaviva una relación sexual con Bob, un antiguo novio, pero se sorprende cuando él le propone matrimonio al poco tiempo y le dice que necesita tiempo para considerarlo.
Después de un día de pesca, Terry y Rudy deciden visitar a Rudy padre en un parque de casas rodantes en un pueblo cercano. Enfrentado a su pasado, Rudy Sr. niega ser el padre de Rudy y comienza una pelea con Terry. Rudy observa en silencio cómo Terry golpea a Rudy padre y es arrestado.
Sammy lleva a su hermano y a su hijo a casa. Cuando Rudy insiste en que Rudy padre no es su padre, Sammy finalmente le dice la verdad. Sammy le pide a Terry que se mude, pero admite lo importante que tiene para ella y Rudy, sugiriendo que consiga su propio lugar en la ciudad y rehaga su vida. Terry se burla de la idea de Sammy y planea regresar a Alaska. Si bien al principio parece que la separación será otro dolor de cabeza, se reconcilian antes de que Terry se vaya, llegando a un acuerdo con sus respectivos caminos en la vida.

## Elenco
- Laura Linney como Sammy
- Mark Ruffalo como Terry
- Matthew Broderick como Brian
- Jon Tenney como Bob
- Rory Culkin como Rudy
- J. Smith-Cameron como Mabel
- Josh Lucas como Rudy Sr.
- Gaby Hoffmann como Sheila
- Adam LeFevre como el sheriff Darryl
- Amy Ryan como la Sra. Prescott
- Michael Countryman como el Sr.Prescott
- Kenneth Lonergan como Ron

Aunque aparecen en los créditos iniciales principales, Amy Ryan y Michael Countryman, que interpretan a los padres de Sammy y Terry, aparecen sólo unos segundos en el frío comienzo de la película, atrapados por los faros del camión que los mata.

## Producción
La historia tiene lugar en la región de Catskill, en el sureste del estado de Nueva York, en las comunidades ficticias de Scottsville y Auburn. Si bien existen Scottsville y Auburn, Nueva York, hay más de 200 millas (321,9 km) de distancia, en las regiones noroeste de los Grandes Lagos y Lagos Finger del estado, respectivamente. La película se rodó principalmente en Margaretville, Nueva York, un pueblo en el límite de Catskill Park, y sus alrededores, en junio de 1999. 
Mientras que los exteriores del banco se filmaron en el banco NBT de Margaretville, los interiores se filmaron en un banco no relacionado más cercano a la ciudad de Nueva York, ya que NBT consideraba que la filmación de interiores era un riesgo para la seguridad. 
Las escenas en las que Rudy Jr. camina a casa bajo la lluvia fueron filmadas con la ayuda del Departamento de Bomberos de Margaretville, que utilizó sus camiones y mangueras para crear la lluvia. 
Algunas escenas al aire libre, entre las que destaca el viaje de pesca, se rodaron en Phoenicia, Nueva York.  El cementerio de Margaretville no se podía ver desde la carretera, por lo que esas escenas se rodaron en un cementerio 4 millas (6,4 km) en las afueras del pueblo, por Ruta 30.

## Recepción
En Rotten Tomatoes, la película tiene un índice de aprobación del 95% según 105 reseñas, con una calificación promedio de 8,1/10. El consenso crítico del sitio web dice: "Puedes parecer que puedes contar conmigo pertenece a la pantalla chica, pero la película sorprende con su historia simple pero conmovedora. Bellamente interpretada y elaborada, la película simplemente te atraerá".  En Metacritic, la película tiene una puntuación media ponderada de 85 sobre 100, basada en 31 críticas, lo que indica "aclamación universal". 
El crítico Stephen Holden describió la película como "el perfecto debut como director del dramaturgo (This Is Our Youth) y guionista (Analyse This) Kenneth Lonergan. Debido a que llega cerca del final de una de las temporadas cinematográficas más deprimentes que se recuerden, esta melancolía Esta pequeña joya de película, que ganó dos premios importantes en el Festival de Cine de Sundance, califica como una de las dos o tres mejores películas estadounidenses estrenadas este año.... Puedes contar conmigo es una porción exquisitamente observada de la vida en el norte del estado de Nueva York. eso nos recuerda que todavía hay muchas comunidades estadounidenses donde el ritmo es más humano que impulsado por computadora. La película se atreve a retratar la vida de la clase media en los pequeños pueblos de Estados Unidos como un tanto monótona y predecible. Sin condescender jamás con sus personajes, confía "Que los problemas cotidianos de la gente corriente, si se retratan con suficiente conocimiento, empatía y perspicacia, pueden ser tan convincentes como el carnaval de gritos más extraño de The Jerry Springer Show". 
Carla Meyer escribió en el San Francisco Chronicle del 17 de noviembre de 2000 que la película era un “drama familiar intensamente conmovedor” y una de las mejores películas del año. Ofrece una “mirada tranquila y desgarradora a la dinámica de una familia” . Es difícil decir cuál de las dos representaciones principales es más notable. Rory Culkin y Matthew Broderick también fueron mencionados entre el elenco “uniformemente bueno” . 
David Edelstein calificó la película como "la mejor película estadounidense del año" y señaló que "de qué trata la película no se puede resumir en una sola línea: sus temas siguen estando fuera de alcance, sus principales conflictos, lamentablemente, Sin resolver. Pero Lonergan escribe un diálogo sin fondo. Cuando su gente abre la boca, lo que sale nunca es una expresión definitiva del carácter: es un incómodo compromiso entre cómo se sienten y lo que son capaces de decir; o cómo se sienten y lo que piensan que deberían decir; o cómo se sienten y qué es lo que mejor ocultará cómo se sienten. El término común para esto es "subtexto", y Puedes contar conmigo tiene un subtexto tan poderoso que se extiende y te arrastra hacia abajo. Incluso cuando la superficie es tranquila, sabes en tus entrañas lo que está en juego." Edelstein concluye: "Lonergan todavía no sabe cómo hacer que la cámara nos muestre cosas que su diálogo no muestra, pero cuando escribes diálogos como él lo hace, puedes tomarte tu tiempo para aprender. Demonios, puede tomar otras 20 películas para filmar". aprender." 
Según Roger Ebert, "Más allá y debajo, esa es la rica historia humana de Puedes contar conmigo. Me encanta la forma en que Lonergan muestra a sus personajes en movimiento, presionados de un lado a otro por mareas emocionales y consideraciones prácticas. Esto no es un Película sobre personas que resuelven cosas. Esta es una película sobre personas que viven el día a día con sus planes, miedos y deseos. Es raro encontrar una buena película sobre la delicada relación adulta entre una hermana y un hermano. Más raro aún que el director sea más "Me fascina el proceso más que el resultado. Esta es una de las mejores películas del año". 
En una encuesta de la BBC de 2016, Puedes contar conmigo fue votada por cuatro críticos como una de las mejores películas desde 2000. 

## Premios y nominaciones
Laura Linney a la mejor actriz y Kenneth Lonergan al mejor guion original fueron nominados al Oscar en 2001. Laura Linney a la mejor actriz dramática y Kenneth Lonergan al mejor guion fueron nominados al Globo de Oro en 2001.
Kenneth Lonergan recibió dos premios AFI Fest en 2000 como director y guionista. También recibió el Premio de la Sociedad de Críticos de Cine de Boston en 2000,  el Premio del Instituto Británico de Cine, el Premio del National Board of Review y el Gran Premio del Jurado y el Premio de Guion Waldo Salt en el Festival de Cine de Sundance. Estuvo nominado al Caballo de Bronce del Festival de Cine de Estocolmo y al Premio Gotham.
Durante el Festival Mundial de Cine de 2000, Mark Ruffalo recibió el premio al mejor actor y Kenneth Lonergan recibió el Premio Especial del Jurado Ecuménico. Lonergan también fue nominado para el Grand Prix des Amériques . Kenneth Lonergan y Mark Ruffalo recibieron el Premio de la Asociación de Críticos de Cine de Los Ángeles . Laura Linney y Kenneth Lonergan como guionistas recibieron el Premio del Círculo de Críticos de Cine de Nueva York y el Premio de la Asociación de Críticos de Cine de Toronto en 2000, respectivamente. Laura Linney ganó el premio de la Sociedad de Críticos de Cine de San Diego en 2000, compartiéndolo con Julia Roberts (Erin Brockovich) .
La película y Kenneth Lonergan como guionista ganaron el premio Independent Spirit en 2001. Al mismo premio fueron nominados Laura Linney, Mark Ruffalo y Rory Culkin en la categoría mejor debut. Kenneth Lonergan ganó el premio del Sindicato de Guionistas de Estados Unidos en 2001 por su guion. Laura Linney y Kenneth Lonergan como guionista ganaron el Premio de la Sociedad Nacional de Críticos de Cine en 2001. Rory Culkin recibió el Premio Artista Joven en 2001.
Laura Linney recibió el premio del Círculo de Críticos de Cine de Vancouver en 2001 y fue nominada al Premios del Sindicato de Actores . Kenneth Lonergan ganó el premio Satellite en 2001 por el guion y Laura Linney fue nominada al premio Golden Satellite. Laura Linney, Rory Culkin y Kenneth Lonergan como guionista fueron nominados al premio de la Phoenix Film Critics Society en 2001. Laura Linney y Kenneth Lonergan fueron nominados al premio de la Online Film Critics Society en 2001. Kenneth Lonergan fue nominado como director al Premio Bodil danés en 2002.

## Medios domésticos
La película fue lanzada en DVD y VHS por Paramount Home Entertainment el 26 de junio de 2001.  Viene con comentarios del director y escritor Lonergan, entrevistas con el elenco y el equipo, además del avance teatral. 